# Zelltheorie
Die Zelltheorie ist eine der fundamentalen Erkenntnisse auf dem Gebiet der Biologie. Sie besagt, dass alle Pflanzen und Tiere sowie ihre Organe, so vielgestaltig sie auch sein mögen, stets aus Zellen zusammengesetzt sind. Diese Theorie zeitigte weitreichende Schlüsse: Wachstum ist ein Prozess, bei dem immer mehr Zellen gebildet werden, die stets wieder aus Zellen entstehen. Auch bei der Fortpflanzung spielt die Zelle die wesentliche Rolle. Neue Individuen entstehen stets aus lebenden Zellen durch Zellteilung, niemals kann eine Urzeugung, also die Entstehung von Zellen aus totem Material, beobachtet werden. Die Erkenntnisse der Zelltheorie führten schließlich zu einem Grundsatz der Biologie, der in lateinischer Sprache erstmals von Rudolf Virchow 1855 so formuliert wurde: omnis cellula e cellula (jede Zelle entsteht aus einer Zelle).

## Geschichte der Zelltheorie
Die Entwicklung der Zelltheorie ist eng mit der Geschichte der Zellbiologie (Cytologie) verknüpft. Nach der Erfindung optischer Geräte wie dem Mikroskop konnte der anatomische Feinbau der Pflanzen untersucht werden. 1665 prägte Robert Hooke als erster den Begriff Zelle (cellula, Kämmerchen), nachdem er diese im Gewebe des Korks beobachtet hatte, später fand er in anderen Pflanzen ähnliche Strukturen. 
1805 veröffentlichte Lorenz Oken seine Schrift Die Zeugung, in der er seine Bläschentheorie vorstellte. Er übersetzte den Begriff cellula ins Deutsche als Zelle, und postulierte, dass diese Bläschen mit Urschleim gefüllt seien. In seinem Lehrbuch Phytotomie beschrieb 1830 der Mediziner und Botaniker Franz Julius Ferdinand Meyen den mikroskopischen Aufbau der Pflanzenorgane aus Zellen. Im selben Jahr veröffentlichte Karl Heinrich Baumgärtner seine Bildungskugeltheorie, die ebenfalls als Vorläufer der Zelltheorie betrachtet wird.
Die Zelltheorie wurde erstmals im Jahre 1838 von Matthias Schleiden für die Pflanzen formuliert. Im selben Jahr erweiterte Theodor Schwann diese Aussage auf tierische Organismen. Die wesentliche Gemeinsamkeit aller Lebewesen wurde damit herausgestellt. Diese Beobachtungen wurden in Schwanns „Mikroskopische Untersuchungen über die Übereinstimmung in der Struktur und dem Wachstum der Tiere und Pflanzen“ zusammengefasst und 1839 veröffentlicht. Schwann formulierte auch die Grundprinzipien der Embryologie, indem er beobachtete, dass ein Ei eine Einzelzelle ist, die sich schließlich zu einem vollständigen Organismus entwickelt.
Die Theorie wurde in den 1850er Jahren von dem Berliner Arzt Rudolf Virchow für die Medizin erweitert. 1858 veröffentlichte Virchow seine Theorie der Zellularpathologie, die besagt, dass Krankheiten auf Störungen der Körperzellen basieren. Diese Erkenntnis ist eine der Säulen der heutigen Pathologie. Der Einfluss der Mikroorganismen auf die Entstehung von Krankheiten spielte für Virchow aber noch keine Rolle.
Durch die Arbeiten Louis Pasteurs wurde die Möglichkeit der Urzeugung (generatio spontanea) endgültig ausgeschlossen.

## Zentrale Aussagen
Die heute allgemein akzeptierten Aussagen der Zelltheorie besagen:
- Alle Organismen bestehen aus einer oder mehreren Zellen.
- Zellen entstehen stets aus anderen Zellen durch Zellteilung.
- Alle Zellen sind in ihrem Grundbauplan und biochemisch im Wesentlichen gleich aufgebaut.
- Die Zelle ist die grundlegende Einheit für die Struktur und Funktion der Organismen.
- Der grundlegende Metabolismus findet innerhalb der Zellen statt.
- Genetisches Material und Erbinformationen werden bei der Zellteilung weitergegeben.